# Ein Trauzeuge zum Verlieben
Ein Trauzeuge zum Verlieben (Originaltitel: The Best Man) ist eine US-amerikanisch-britisch-deutsch-ungarische Filmkomödie aus dem Jahr 2005. Auf DVD ist er auch unter dem Titel Ran an die Braut – Traue nie (d)einem Trauzeugen! erschienen. Der irreführende Titel hat nichts mit dem Film Ran an die Braut zu tun. Regie führte Stefan Schwartz, der gemeinsam mit Ed Roe auch das Drehbuch schrieb.

## Handlung
Der in London lebende Schriftsteller Olly Pickering befindet sich in einer Lebenskrise, seit er einen Vorschuss für einen Roman angenommen hat, kann er nicht mehr schreiben und lebt mit seinem besten Freund aus Kindertagen – Murray – in Soho und arbeitet in einem langweiligen Job im Verlagshaus. Sein Leben gerät aus den Fugen, als sein Kumpel James, den er noch aus Collegezeiten kennt, ihn zum Trauzeugen macht und er Sarah, die Braut, kennenlernt. Olly verliebt sich auf der Stelle in sie, möchte die Beziehung zwischen James und Sarah aber nicht zerstören. Seine Freunde, allen voran Murray, sehen das aber ganz anders. Durch Murrays Zutun verbringen Sarah und Olly mehr und mehr Zeit miteinander, und in James Umfeld kommt es zu sonderbaren Zwischenfällen. Am Hochzeitstag erkennt Olly, der bis dahin an das Gute in James glaubte, dass dieser Sarah betrügt und macht sich schnellstmöglich auf den Weg zur Kirche. Dort gesteht er Sarah seine Liebe und berichtet von James’ Affären. Die Hochzeit wird abgebrochen.
Sechs Monate später sind Olly und Sarah ein Paar und feiern die Hochzeit ihrer beiden besten Freunde Murray und Becka.

## Kritiken
Die Zeitschrift TV direkt 15/2008 lobte die „guten Darsteller“, die über die restlichen Aspekte „darüber wegtrösten“ würden.
Die Zeitschrift Cinema schrieb, der Film sei eine „arg vorhersehbare Romanze, deren Charme und Komik vom Reißbrett stammt“ und die nach dem Motto „bis dass die Langeweile uns scheidet“ entwickelt würde. Er verliere „sich beim Versuch, es allen recht machen zu wollen, in Vorhersehbarkeit, Klischees und abgestandenen Witzen“. Dies sei „besonders bedauerlich“, da Stuart Townsend sich „wacker“ behaupte.
Prisma äußerte sich ähnlich: Stefan Schwartz inszenierte „eine britische Variante eines munteren Beziehungsreigens, der aber lediglich mit ein paar wirklich witzigen Einfällen aufwartet. Ansonsten gilt: irgendwie hat man derlei Geschichten schon hundertfach gesehen.“

## Hintergründe
Der Film wurde in Budapest und in London gedreht. Seine Produktionskosten betrugen schätzungsweise 11 Millionen US-Dollar. Die Weltpremiere fand am 10. November 2005 auf dem Monte Carlo Comedy Film Festival in Monaco statt. Am 19. Januar 2006 kam der Film in die deutschen Kinos.